# Узнай Москву
«Узнай Москву» — навигационно-туристический интернет-портал о Москве. Является совместным проектом Департамента культурного наследия и Департамента информационных технологий. Открыт летом 2013 года как пилотный проект, весной 2014 года переведён на постоянный режим работы. Содержит описания более 1200 архитектурных объектов Москвы, составленные как краеведами, так и обычными горожанами. Лауреат «Премии Рунета» (2013 и 2019) и премии «Золотой сайт» (2013).
Сайт предусматривает навигацию с помощью системы QR-кодов. На многих московских памятниках архитектуры, истории и культуры размещены информационные таблички с QR-кодами. Считав код камерой телефона можно перейти на соответствующую статью портала «Узнай Москву».

## История
В 2012 году Департаментом культурного наследия был разработан проект «Культурные коды Москвы». В рамках этого проекта на достопримечательностях города планировалось разместить таблички с QR-кодами, считав которые можно перейти на интернет-страницу с подробной информацией об объекте. Первые такие таблички были установлены в апреле 2012 года на исторических зданиях Тверской улицы от Манежной до Пушкинской площадей.
В 2013 году на основе проекта «Культурные коды Москвы» был запущен проект «Узнай Москву». Для проекта было выпущено специальное мобильное приложение «Узнай Москву». Изначально статьи об исторических зданиях писали только историки, архитекторы и искусствоведы. Позднее у зарегистрированных пользователей появилась возможность самим добавлять описания объектов. На сайте появился и раздел экскурсий. Среди авторов маршрутов по Москве телеведущий Михаил Ширвиндт, музыкант Алексей Кортнев, кинорежиссёр Александр Митта и другие знаменитости.
В августе 2014 года на портале появились первые 3D-экскурсии, содержащие панорамные фотографии. В ноябре 2014 года была запущена англоязычная версия портала.
На портале «Узнай Москву» периодически проходятся различные конкурсы. 25 марта 2015 года стартовал совместный с «Викимедиа РУ» конкурс «Узнай Москву с Википедией» по написанию статей в Русской Википедии и загрузке изображений, посвящённых Москве.
Весной 2015 года сайт был обновлён. На портале появились описания необычных памятников, присланные школьниками в рамках конкурса «Памятная Москва».
23 февраля  2019 года на портале появится маршрут «Памяти героев». Экскурсионный тур включает в себя остановки около памятников и зданий ,связанные с именами Героев войны.
В августе 2020 года на краудсорсинговой платформе «Город Идей» прошел проект «Культурное наследие: Узнай Москву» посвященный повышению удобства пользования и развития портала «Узнай Москву». По итогам проекта было отобрано лучших 67 идей для реализации.